# Zaniemyśl
Zaniemyśl (deutsch Santomischel) ist eine Stadt und Sitz einer Gemeinde in Polen im Powiat Średzki der Wojewodschaft Großpolen. Seit 1. Januar 2025 ist der Ort wieder eine Stadt, nachdem die Stadtrechte 1934 und 1948 entzogen worden waren.

## Gemeinde
Zur Stadt-und-Land-Gemeinde (gmina miejsko-wiejska) Zaniemyśl gehören 18 Ortschaften (deutsche Namen bis 1945) mit einem Schulzenamt (solectwo):
- Bożydar (Bozydar, Langendorf)
- Brzostek
- Czarnotki (Czarnotki, Schwarzenfeld)
- Jaszkowo
- Jeziory Wielkie (Groß Jeziory, Groß Seehofen)
- Kępa Wielka (Deutsch Kempa)
- Luboniec (Lobenshöfen)
- Lubonieczek (Lobendorf)
- Łękno (Seeburg)
- Mądre (Mondre, Klugen)
- Pigłowice (Piglowitz, Pichelshöhe)
- Płaczki (Platau)
- Polesie
- Polwica (Schierfeld)
- Śnieciska (Snieciska, Schneeschütz)
- Winna (Winnen)
- Zaniemyśl (Santomischel)
- Zwola

Weitere Ortschaften der Gemeinde ohne Schulzenamt sind:
- Dębice
- Dobroczyn Drugi
- Dobroczyn Pierwszy
- Doliwiec Leśny
- Jeziorskie Huby
- Jeziory Małe (Klein Seehofen)
- Józefowo
- Kępa Mała (Klein Kempa)
- Konstantynowo
- Kowalka
- Ludwikowo
- Majdany
- Polwica-Huby
- Potachy
- Wyszakowo (Neidfeld)
- Wyszakowskie Huby
- Zofiówka

## Söhne und Töchter der Gemeinde
- Ryszard Wincenty Berwiński (1817–1879), polnischer Dichter
- Hermann Makower (1830–1897), Jurist und Vorsitzender der Repräsentantenversammlung der jüdischen Gemeinde Berlin
- Richard Sarrazin (1881–1964), Landrat in Ragnit